# 弯口站
弯口站位于福建省宁德市古田县水口镇，建于1959年。距来舟站101公里，距福州站93公里。现为五等站。客运办理旅客乘降，不办理行李包裹托运；不办理货运业务。